# Martin Velits
Martin Velits (født  1985) er en slovakisk professionel landevejsrytter, som kører for det amerikanske ProTour-hold HTC-Highroad. Han er tvilling til han bror Peter Velits De to brødre fulgte hinanden op igennem årene til i dag. Martin hjalp hans bror Peter Velits til en  guld medalje ved U23-klassens VM i landevejscykling i 2007